# Felicjana de Uribe Orbe
Feliciana de Uribe Orbe (ur. 8 marca 1893 w Múgica, zm. 24 listopada 1936 w Paternie) – hiszpańska karmelitanka miłosierdzia, męczennica i błogosławiona Kościoła katolickiego.

## Życiorys
Feliciana de Uribe Orbe urodziła się 8 marca 1893 roku. Po wstąpieniu do nowicjatu była pielęgniarką w Domu Miłosierdzia w Walencji. Zginęła w czasie prześladowań religijnych. Beatyfikowana 11 marca 2001 roku przez papieża Jana Pawła II w grupie 233 męczenników.